# الانتخابات الرئاسية الأوكرانية 2010
الانتخابات الرئاسية الأوكرانية هي الانتخابات الرئاسية التي عقدت في 17 يناير 2010 و7 فبراير 2010. وفاز فيها مرشح حزب حزب الأقاليم فيكتور يانوكوفيتش في مرحلة ثانية بينه وبين المرشحة يوليا تيموشينكو بعد أن أخفق أي من المرشحين في تحقيق نسبة تصويت أكثر من 50% في المرحلة الأولى.

## النتائج
أُقيمت انتخابات الدور الأول في السابع عشر من يناير/كانون الثاني 2010. نسبة المشاركة وصلت إلى 67% مقارنة مع 75% خلال انتخابات 2004.

## معرض صور

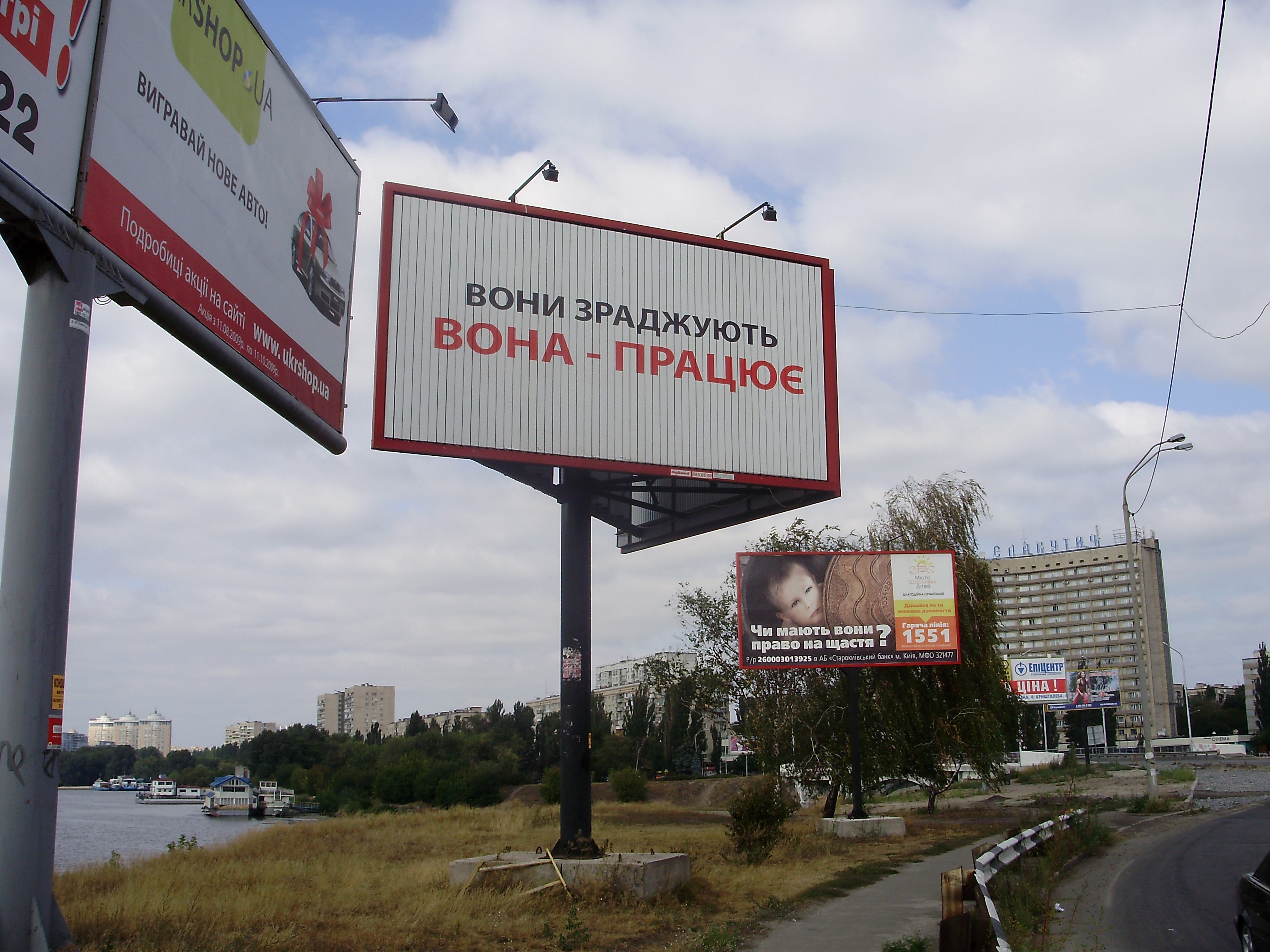
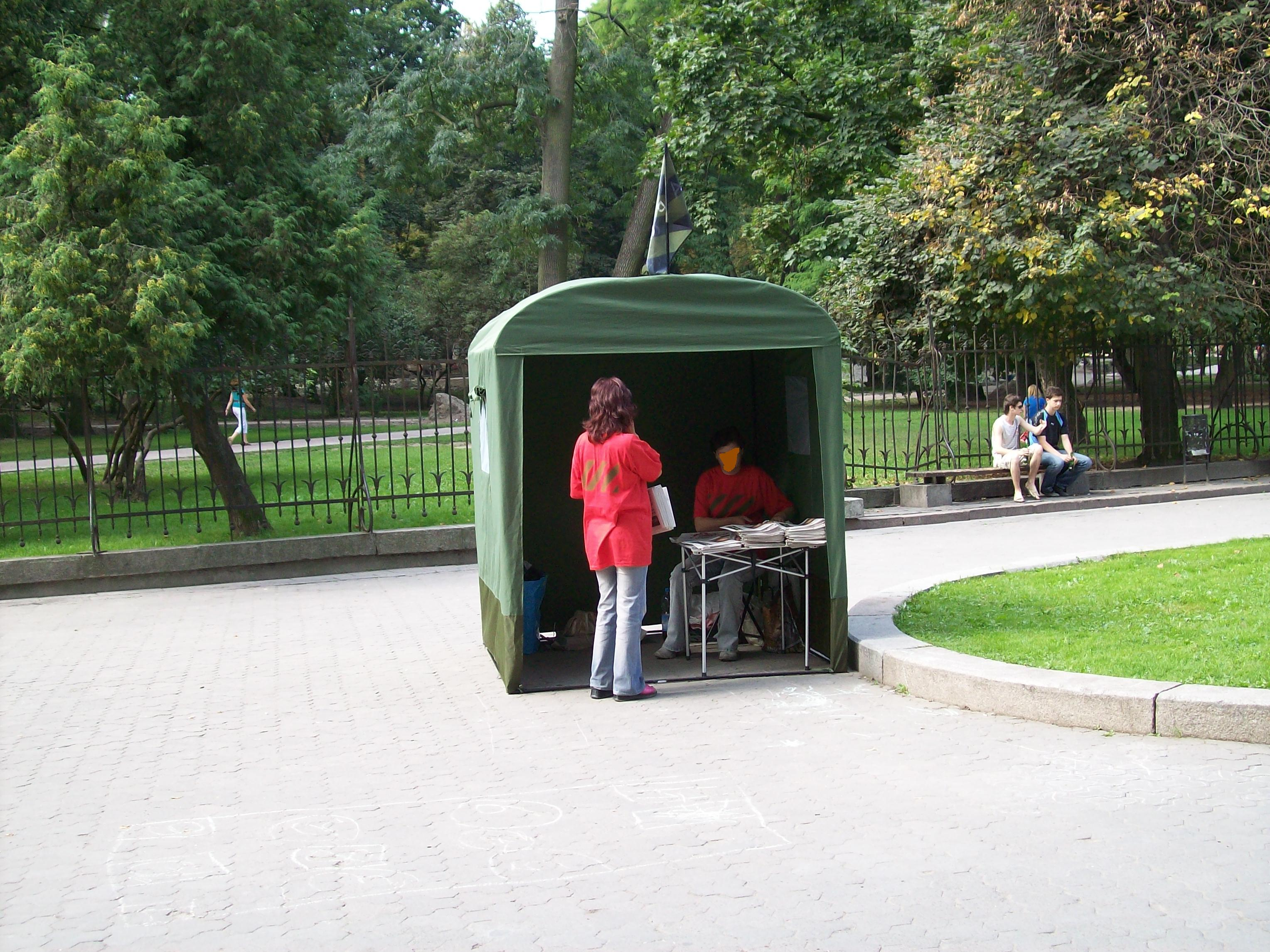
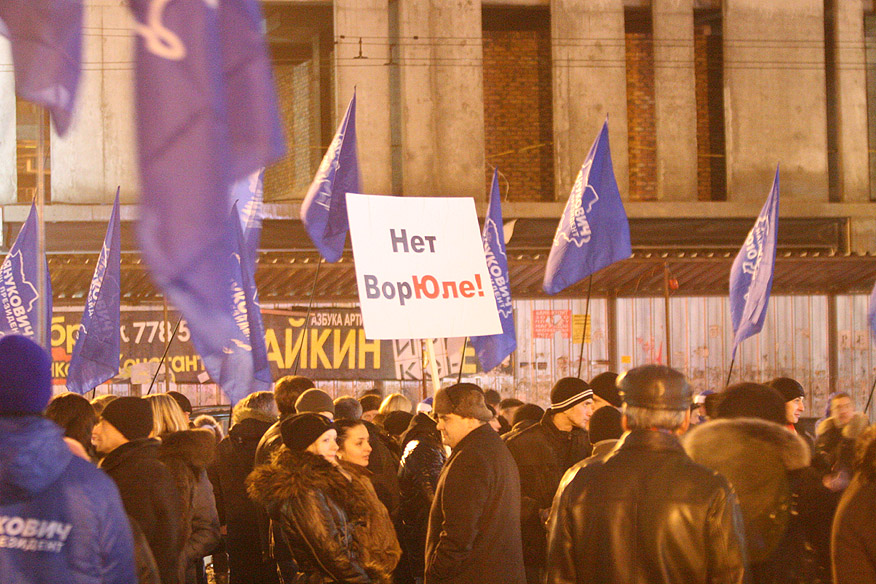
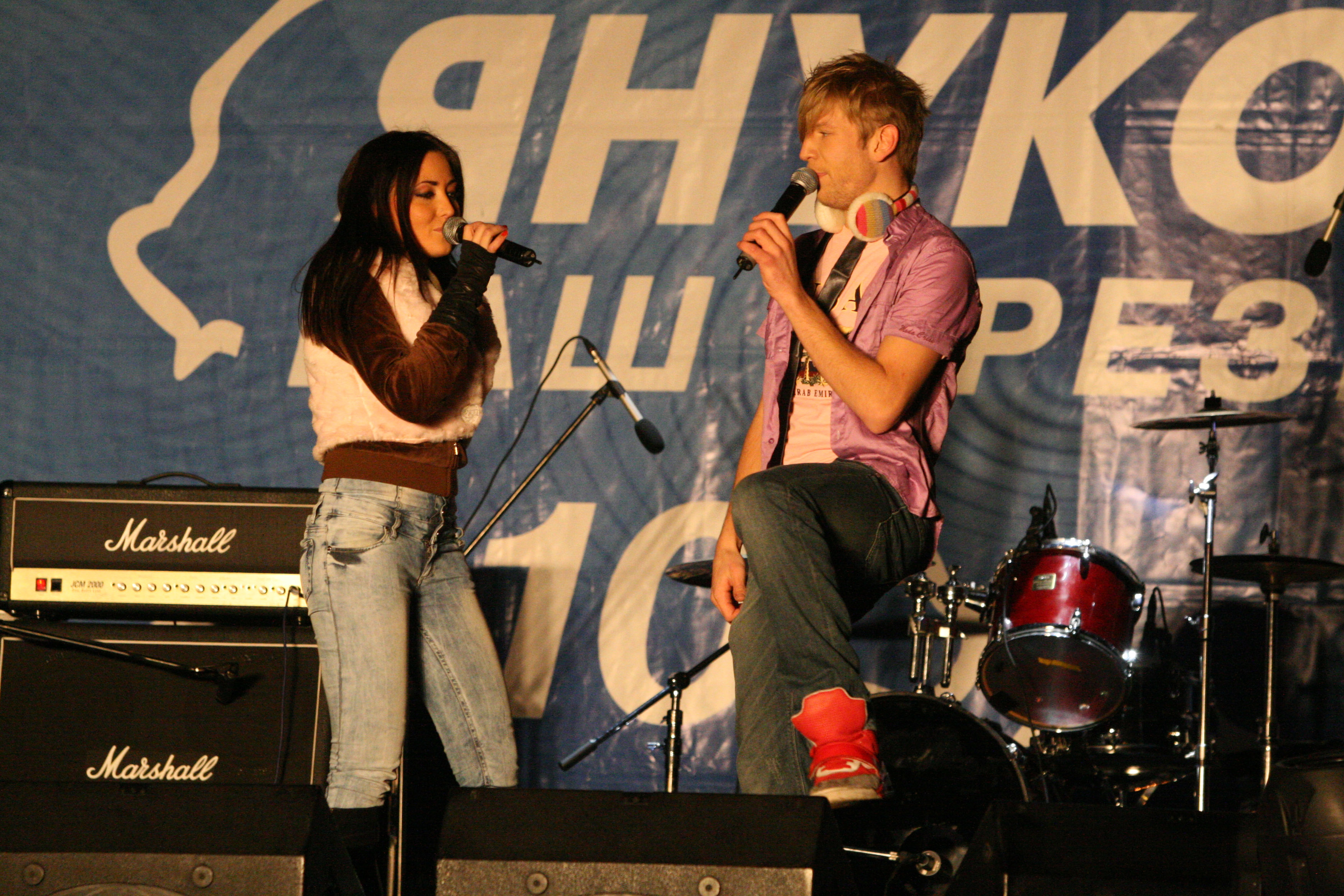